# 御茶まちこ
御茶 まちこ（おちゃ まちこ、9月14日 - ）は、日本の漫画家。千葉県出身。趣味はK-POPの鑑賞、愛犬と散歩すること。 

## 来歴
1995年、「少年ガンガン 1995ペリー来校」で第1回エニックス21世紀マンガ大賞奨励賞受賞。『フレッシュガンガン』（エニックス）掲載の「江戸セトラ」にてデビュー。初期には「まちこ」のペンネームで「ガンダムシリーズ」の（非公式）アンソロジーに参加している。その後、『月刊少年ギャグ王』（同）にて「ドラゴンクエスト ヴァーチャルバトラー仁」を連載。連載終了後は少女漫画誌等に活動の場を移し、女性漫画誌を中心に活動。

## 作品リスト

### 単行本化作品（紙）
- ドラゴンクエスト ヴァーチャルバトラー仁（『月刊少年ギャグ王』1997年4月号 - 1998年6月号、全3巻）
- 女子アナ誕生!
  - 女子アナ誕生!（原作：エトウケイコ、『THEデザート』2003年6月号・7月号、全1巻[3]）
  - 女子アナ誕生!〜炎のデビュー編〜（『THEデザート』2004年1月号・2月号・7月号、全1巻[4]）
- 電車男〜美女と純情ヲタク青年のネット発ラブストーリー〜（原作：中野独人、『THEデザート』2005年6月号、全1巻[5]）
- 実録漫画（原案：富田和彦・河合レン『本当にあった笑える話Pinky』2008年11月号 - 2014年10月号）※単行本の題名は『汚れた天使たち』（全3巻）と『裸の天使たち』（全3巻）。
- 悪女になりたい（原作：エリザベス・ベヴァリー、『ハーレクインdarling!』vol.23、全1巻）
- 俺で満たしていいですか? ～年下上司のお・も・て・な・し～（『黒ひめコミック』、2014年 - 終了不明、既刊2巻）※紙版は未完（電子は完結）、紙版には副題なし。
- ＜ゾハイドの宝石＞（原作：オリヴィア・ゲイツ）
  - 氷のシークと情熱の花嫁（『ハーレクインdarling!』Vol.37、全1巻）※単行本は一番遅く発売
  - この身をシークに捧げて（『ハーレクインdarling!』Vol.41、全1巻）
  - 砂漠に墜ちた雫（『ハーレクインdarling!』Vol.45、全1巻）
- 大富豪と花嫁（原作：ケイト・リトル、『ハーレクインdarling!』Vol.49、全1巻）
- 職業花嫁の躾け方 大正編（『禁断Loversロマンチカ』Vol.13 - Vol.18、全1巻）※単行本の題名は『ケダモノ華族の雇われ花嫁』。
- 恋は三年目に（原作：アリソン・フレイザー、『ハーレクインdarling!』Vol.59、全1巻）
- 残り物には福がある。（原作：日向そら、イラスト原案：椎名咲月、『FK comics』2019年11月8日 - 2023年5月13日、全4巻）
- 33歳、バツイチ、恋愛からはじめます。（原作：伊吹芹、『めちゃコミック』連載、2020年5月1日  - 2021年4月30日、全2巻）
- 狼騎士と純潔姫 〜身分違いの淫らな純愛〜（原作：森田りょう、『無敵恋愛S*girl Anette』Vol.60 - Vol.83、全2巻）
- 純真な落札者（原作：キャサリン・ガーベラ、単行本描き下ろし、2018年3月、全1巻）
- 王の花嫁は黒の王子に惑わされる（原作：芹名りせ、単行本描き下ろし、2019年8月、全1巻）

### 単行本化作品（電子限定）
- アンバランスな関係（『MiChao!』2008年 - 終了不明、全2巻）[6]。
- ふたごの妹に成り代わってカラダを捧げます（『禁断Loversマニア』Vol.18 - Vol.23、全1巻）
- うらめしえっち お前のカラダで逝かせてくれ!!（『禁断Loversロマンチカ』Vol.026 - Vol.40→『Premium Kiss』Vol.1、全2巻）
- 初恋の残り香（原作：ソフィー・ペンブローク、『ハーレクインdarling!』Vol.64、全1巻）
- 都合のいい花嫁（原作：ソフィー・ペンブローク、『ハーレクインdarling!』Vol.69、全1巻）
- ふたたびのカリブ海（原作：ジュリア・ジェイムズ、『増刊ハーレクイン』2018年秋号（10/15号）、全1巻）
- ケダモノくんはあきらめない（原作：acomaru、『noicomi』vol.21 - vol.47（不定期）、全3巻）

### 未単行本化作品
紙書籍
- 江戸セトラ（『フレッシュガンガン』（『月刊少年ガンガン』1995年秋季臨時増刊号））
- ハッピーナルシスト（『フレッシュガンガン』（『月刊Gファンタジー』1996年冬季臨時増刊））
- でたトコBINGO!（『月刊少年ガンガン』1996年No.7）
- ペリペル劇場（アンソロジー『女神異聞録ペルソナFACES』）
- エリーのラヴラヴ大作戦（アンソロジー『スーパーコミック劇場 女神異聞録ペルソナ』）
- ハムばなし（アンソロジー『はむこみ！』1 - 3）
- アニマスター（『コミックボンボン』2000年3月号 - 11月号）
- 密着列島24時（『プリンセスGOLD』2000年5月号）
- 夏は瞬時に滅び去る （『月刊プリンセス』2000年8月号）
- 合コンジャンキー（『THEデザート』・『デザートスペシャル1000』2001年 - 2002年）
- MORE JUMP!!（『RELEASE』2001年）
- 空のうた。（『RELEASE』2001年）
- Hのビギナーズレッスン（『デザート総集編スペシャル1000』2001年）
- デビチル４コマ劇場 PART.1（『デビルチルドレン最強ファンブック』（『コミックボンボン』2001年9月号増刊））
- 好きの温度（『THEデザート』2002年）
- 恋愛オトナバージョン（『THEデザート』2002年）
- 恋愛小細工系の女（『デザート総集編スペシャル1000』2002年）
- ネイルラブマジック（『デザート』2002年）
- 恋人以上変人未満（『今なら言える恥ずかしい話』2003年）
- ネットdeシンデレラ（『THEデザート』2004年）
- ビキニ A GO GO（『デザート』2005年）
- ねこふんじゃった（『ねこのしっぽ』2005年2号 - 2008年21号（隔月））
- 絆～ママの宝物～（『爆笑本当にあった先生の話』vol.1）
- 女教師サクラ舞う（『爆笑本当にあった先生の話』vol.2 - vol.4）
- プロスタイル（『パチスロ 匠』vol.2 - vol.3）
- ッキャバ!（『本当にあった笑える話Pinky』2007年6月号 - 2008年10月号）
- ズブっと出ホス!（『別冊本当にあった笑える話』2008年1月号）
- 崖っぷちクライマー（『恋愛LoveMAX』2010年6月号）
- 先生 悪戯して（『無敵恋愛S*girl』2012年5月号）※アンソロジー『ドS先生の極上調教』に収録

電子書籍
- 100シーンの恋（原作：ボルテージ、『100恋コミック』2006年 - 終了不明）
- 僕らのアンバランスな関係（『MiChao!』2007年9月 - 終了不明）※読み切り版『アンバランスな関係』。
- 兄カレ溺愛マニュアル（『ひめ恋』2012年）
- 俺さま幼なじみと洗いっこ（『スキして?桃色日記』2012年）
- 手あそびは放課後に（『スキして?桃色日記』2012年）※アンソロジー『誘惑・S系カレシ』に収録
- あたしたちの恋愛契約（『スキして?桃色日記』2012年）
- カレの魔性、ワタシの本能（『スキして?桃色日記』2012年）
- オオカミ上司は蜜果が食べたい～獲物はゆとりっ娘～（『乙女チック』2016年）
- 俺で満たしていいですか? ～年下エリートのひ・と・り・じ・め～（『黒ひめコミック』2017年）
- Honey Trap－ハニートラップ－（原作：伊吹芹、『メルト』2018年 - 2019年）
- 偽装結婚 激甘豹変な御曹司につかまりました（原作：美希みなみ、『めちゃコミック』2022年）